# Биоаккумуляция
Биоаккумуляция (в экологии) — накопление организмом химических веществ, поступающих из окружающей среды в концентрации большей, чем находится в окружающей среде. Часто используется для обозначения накопления именно загрязняющих веществ, однако может использоваться и в более общем смысле.
Стоит различать процессы биоаккумуляции и биомагнификации, поскольку под последним понимается повышение концентрации токсина в различного рода тканях организмов по мере его перехода с одного трофического уровня на другой.

## Примеры
Примером биоаккумуляции в организме человека может послужить так называемая «болезнь безумного шляпника» — в процессе придания жёсткости войлоку, который использовался при изготовлении шляп в XVIII-XIX веках, часто применяли соединения ртути, которые в результате взаимодействия с различными органическими компонентами образовывали метилртуть, которая далее проникала через кожу, накапливалась в жировой ткани и, что наиболее важно, накапливалась в нейронах головного мозга, что приводило к проявлению симптомов нейродегенеративных заболеваний — тремор конечностей, спутанность сознания, немотивированная агрессия, а также серьёзные нарушения координации движения (см. болезнь Минамата).
Другими известными примерами жирорастворимых кумулятивных ядов являются тетраэтилсвинец, который содержится в этилированном бензине, а также инсектицид ДДТ.
Примером биоаккумуляции радиоактивных изотопов может послужить случай, более известный как инцидент с радиевыми девушками.
Некоторые виды животных используют биоаккумуляцию в качестве способа защиты от хищников — поедая растения или животных, содержащих токсины, особи начинают их накапливать, что в дальнейшем являет собой сдерживающий фактор для потенциального хищника. Одним из примеров является табачный бражник, который накапливает в своих тканях никотин при поедании побегов табака до токсического уровня. Накопление токсинов в организмах консументов следующего порядка может увеличиваться далее по пищевой цепочке.
Другие соединения, которые обычно не считаются токсичными, могут накапливаться в организмах до токсичных уровней. Классический пример — витамин A, который концентрируется в печени плотоядных животных, например, белых медведей. Как исключительные хищники, которые питаются другими плотоядными животными (тюленями), они накапливают чрезвычайно большое количество витамина A в своей печени. Коренным народам Арктики было известно, что печень плотоядных нельзя есть, но исследователи Арктики часто страдали гипервитаминозом витамина A от употребления в пищу печени медведей.